# Ndialou Paye
Ndialou Paye (Dakar, 29 gennaio 1974) è un'ex cestista senegalese.

## Carriera
Con il Senegal ha disputato i Giochi olimpici di Sydney 2000 e i Campionati mondiali del 2002.